# Томас, Рон
Рональд Мортон «Рон» Томас (англ. Ronald Morton "Ron" Thomas; 19 ноября 1950 года в Луисвилле, штат Кентукки, США — 14 июля 2018 года, там же) — американский профессиональный баскетболист, выступавший в Американской баскетбольной ассоциации, в которой отыграл четыре из девяти сезонов её существования. Чемпион АБА в сезоне 1974/1975 годов в составе команды «Кентукки Колонелс».

## Ранние годы
Рональд Томас родился 19 ноября 1950 года в городе Луисвилл (штат Кентукки), где он учился в средней школе имени Томаса Джефферсона, в которой играл за местную баскетбольную команду.